# توم كيبل (لاعب كرة قدم أمريكية)
توم كيبل (بالإنجليزية: Tom Cable)‏ هو لاعب كرة قدم أمريكية أمريكي، ولد في 26 نوفمبر 1964 في ميرسيد في الولايات المتحدة.

## وصلات خارجية
- توم كيبل على موقع إن إن دي بي (الإنجليزية)